# Пірки
Пірки — село в Україні, у Зіньківській міській громаді Полтавського району Полтавської області. Населення становить 703 осіб. До 2020 орган місцевого самоврядування — Тарасівська сільська рада.

## Географія
Село Пірки знаходиться на березі річки Ташань, вище за течією на відстані 4 км розташоване село Комиші (Охтирський район), нижче за течією на відстані 2 км розташоване село Сиверинівка. Річка в цьому місці звивиста, утворює лимани, стариці та заболочені озера

## Історія
Жертвами голодомору 1932—1933 років стало 524 особи.
12 червня 2020 року, відповідно до розпорядження Кабінету Міністрів України № 721-р «Про визначення адміністративних центрів та затвердження територій територіальних громад Полтавської області», село увійшло до складу Зіньківської міської громади.
19 липня 2020 року, в результаті адміністративно - територіальної реформи та ліквідації Зіньківського району, село увійшло до складу новоутвореного Полтавського району Полтавської області.

## Назва
За радянських часів і до 2016 року село носило назву Комсомольське.

## Населення

### Мова
Розподіл населення за рідною мовою за даними перепису 2001 року:
| Мова       | Кількість | Відсоток |
| ---------- | --------- | -------- |
| українська | 695       | 98.86%   |
| російська  | 8         | 1.14%    |
| Усього     | 703       | 100%     |

## Об'єкти соціальної сфери
- Будинок культури.